# Marcus Magnertoft
Marcus Magnertoft, född 9 januari 1975 i Falun, är en svensk före detta professionell ishockeyforward. Han tog SM-guld med Malmö IF 1994.

## Klubbar
- Malmö Redhawks (1993-2005)
- Falu IF (1990-1993)